# كيفن بلوم
كيفن بلوم (بالهولندية: Kevin Blom)‏ هو حكم كرة قدم ولاعب كرة قدم هولندي، ولد في 21 فبراير 1974 في خاودا في هولندا.